# Hiéroglyphe égyptien D22
Le hiéroglyphe égyptien D22 (bouche avec deux traits) est classifiée dans la section D « Parties du corps humain » de la liste de Gardiner ; cet hiéroglyphe y est noté D22.

## Représentation
Il représente une bouche humaine mi ouverte de face au dessus de deux traits. Il est translittéré rwy.

## Utilisation
C'est un idéogramme du terme rwy « {\displaystyle {\frac {2}{3}}} ».
| r |

| r |